# Coupe d'Afrique des nations de football des moins de 20 ans 2023
Navigation
2021 2025
La 23e Coupe d'Afrique des nations de football des moins de 20 ans se déroule du 19 février au 11 mars 2023 en Égypte.

## Préparation

### Villes et stades
| [[Fichier:Egypt_location_map.svg\|300px\|{{#if:\|{{{alt}}}\|Les 3 villes hôtes est dans la page Égypte.]]Le Caire Alexandrie Ismaïlia Les 3 villes hôtes (Égypte) |                    |                         |
| Le Caire | Alexandrie         | Ismailia                |
| stade international du Caire | stade d'Alexandrie | Suez Canal Stadium (en) |
| Capacité: 75,000 | Capacité: 20,000   | Capacité: 22,000        |
| |                    |                         |

Cette compétition est la deuxième édition de la CAN junior à ceux joués en Égypte. Elle est organisée dans trois villes égyptiennes : Alexandrie, Le Caire et Ismaïlia. Le stade d'Alexandrie et le stade de Suez Canal Stadium (en) puis le  stade international du Caire.

## Participants

### Joueurs
Les joueurs éligibles doivent être nés le 1er janvier 2003 ou après.

### Équipes
| Équipe                    | Participation à la phase finale | Meilleure performance en phase finale |
| ------------------------- | ------------------------------- | ------------------------------------- |
| Sénégal                   | 6e                              | Médaille d’Argent                     |
| Gambie                    | 4e                              | Médaille de bronze                    |
| Ouganda                   | 2e                              | Médaille d’Argent                     |
| Soudan du Sud             | 1re                             | Première participation                |
| Mozambique                | 2e                              | Phases de groupes                     |
| Zambie                    | 7e                              | Médaille d’or                         |
| Bénin                     | 2e                              | Médaille de bronze                    |
| Nigeria                   | 16e                             | Médaille d’or                         |
| Congo                     | 3e                              | Médaille d’or                         |
| République centrafricaine | 3e                              | Quart de finale                       |
| Égypte                    | 10e                             | Médaille d’or                         |
| Tunisie                   | 3e                              | Médaille d'argent                     |

## Compétition

### Tirage au sort
Le tirage au sort est organisé au Caire le 23 décembre 2022.
| Groupe A   | Groupe B                  | Groupe C |
| ---------- | ------------------------- | -------- |
| Égypte     | Ouganda                   | Gambie   |
| Mozambique | République centrafricaine | Tunisie  |
| Sénégal    | Soudan du Sud             | Bénin    |
| Nigeria    | Congo                     | Zambie   |

### Premier tour
Les douze équipes qualifiées sont réparties en trois groupes de quatre est ensuite un groupe des troisième meilleur de chaque poule . Les deux premiers de chaque groupe se qualifient pour les demi-finales.

#### Groupe A
| Rang | Équipe     | Pts | J | G | N | P | Bp | Bc | Diff |
| ---- | ---------- | --- | - | - | - | - | -- | -- | ---- |
| 1    | Sénégal    | 9   | 3 | 3 | 0 | 0 | 8  | 0  | +8   |
| 2    | Nigeria    | 6   | 3 | 2 | 0 | 1 | 3  | 1  | +2   |
| 3    | Mozambique | 1   | 3 | 0 | 1 | 2 | 0  | 5  | -5   |
| 4    | Égypte     | 1   | 3 | 0 | 1 | 2 | 0  | 5  | -5   |

| 19 février 2023 | Égypte | 0 - 0 | Mozambique | Stade international du Caire                       |                                                    |
| 15:00 (UTC+2)   |        |       |            | Arbitrage : Omar Abdulkadir Artan Ismaïl (Somalie) | Arbitrage : Omar Abdulkadir Artan Ismaïl (Somalie) |

| 19 février 2023 | Sénégal             | 1-0 | Nigeria | Stade international du Caire    |                                 |
| 18:00 (UTC+2)   | Souleymane Faye 40e |     |         | Arbitrage : Jalal Jayed (Maroc) | Arbitrage : Jalal Jayed (Maroc) |

| 22 février 2023 | Mozambique | 0 - 3 | Sénégal                                 | Stade international du Caire                 |                                              |
| 15:00 (UTC+2)   |            |       | Pape Amadou Diallo 45+2e 85e P.Diop 53e | Arbitrage : abdulrazak ahmed (Soudan du Sud) | Arbitrage : abdulrazak ahmed (Soudan du Sud) |

| 22 février 2023 | Nigeria        | 1 - 0 | Égypte | Stade international du Caire             |                                          |
| 18:00 (UTC+2)   | S.Agbalaka 71e |       |        | Arbitrage : Jean Claude Ishimwe (Rwanda) | Arbitrage : Jean Claude Ishimwe (Rwanda) |

| 25 février 2023 | Sénégal                            | 4-0 | Égypte | Stade international du Caire            |                                         |
| 18:00 (UTC+2)   | P.Diop 59e 73e 76e · Ibou Sané 69e |     |        | Arbitrage : Mohamed Athoumani (Comores) | Arbitrage : Mohamed Athoumani (Comores) |

| 25 février 2023 | Mozambique | 0-2 | Nigeria                    | Suez Canal Stadium (en)                        |                                                |
| 18:00 (UTC+2)   |            |     | S.Lawal 33e I.Muhammad 41e | Arbitrage : Kabanga Yannick Malala (RDC Congo) | Arbitrage : Kabanga Yannick Malala (RDC Congo) |

#### Groupe B
| Rang | Équipe        | Pts | J | G | N | P | Bp | Bc | Diff |
| ---- | ------------- | --- | - | - | - | - | -- | -- | ---- |
| 1    | Ouganda       | 5   | 3 | 1 | 2 | 0 | 4  | 3  | +1   |
| 2    | Congo         | 5   | 3 | 1 | 2 | 0 | 4  | 3  | +1   |
| 3    | Soudan du Sud | 4   | 3 | 1 | 1 | 1 | 2  | 2  | 0    |
| 4    | Centrafrique  | 1   | 3 | 0 | 1 | 2 | 1  | 0  | +1   |

| 20 février 2023 | Ouganda                                 | 2 - 1 | République centrafricaine | Suez Canal Stadium (en)                       |                                               |
| 15:00 (UTC+2)   | Isma Mugulusi 47e · John Paul Dembe 74e |       | Boris Gbenou 90+5e        | Arbitrage : Akhona Makhalima (Afrique du Sud) | Arbitrage : Akhona Makhalima (Afrique du Sud) |

| 20 février 2023 | Soudan du Sud | 1 - 2 | Congo                                      | Suez Canal Stadium (en)              |                                      |
| 18:00 (UTC+2)   | P. Mara 83e   |       | D.Bassinga 45e · Prince Soussou 63e (pen.) | Arbitrage : Bouchra Karboubi (Maroc) | Arbitrage : Bouchra Karboubi (Maroc) |

| 23 février 2023 | République centrafricaine | 0 - 1 | Soudan du Sud     | Suez Canal Stadium (en)                           |                                                   |
| 15:00 (UTC+2)   |                           |       | P. Mara 2e (pen.) | Arbitrage : Kpan Clément Franklin (Côte D’ivoire) | Arbitrage : Kpan Clément Franklin (Côte D’ivoire) |

| 23 février 2023 | Congo                        | 2 - 2 | Ouganda                                | Suez Canal Stadium (en)           |                                   |
| 18:00 (UTC+2)   | J.Loulendo 6e A.Mombouli 72e |       | Titus Ssematimba 11e Saidi Mayanja 33e | Arbitrage : Jammeh Lamin (Gambie) | Arbitrage : Jammeh Lamin (Gambie) |

| 26 février 2023 | République centrafricaine | 0 - 0 | Congo | Stade international du Caire             |                                          |
| 18:00 (UTC+2)   |                           |       |       | Arbitrage : Hamidou Diero (Burkina Faso) | Arbitrage : Hamidou Diero (Burkina Faso) |

| 26 février 2023 | Ouganda | 0 - 0 | Soudan du Sud | Suez Canal Stadium (en)           |                                   |
| 18:00 (UTC+2)   |         |       |               | Arbitrage : Issa Mouhamed (Benin) | Arbitrage : Issa Mouhamed (Benin) |

#### Groupe C
| Rang | Équipe  | Pts | J | G | N | P | Bp | Bc | Diff |
| ---- | ------- | --- | - | - | - | - | -- | -- | ---- |
| 1    | Gambie  | 9   | 3 | 3 | 0 | 0 | 4  | 0  | +4   |
| 2    | Tunisie | 4   | 3 | 1 | 1 | 1 | 2  | 2  | 0    |
| 3    | Bénin   | 2   | 3 | 0 | 2 | 1 | 1  | 2  | -1   |
| 4    | Zambie  | 1   | 3 | 0 | 1 | 2 | 1  | 4  | -3   |

| 21 février 2023 | Gambie           | 1 - 0 | Tunisie | Stade d'Alexandrie                      |                                         |
| 15:00 (UTC+2)   | Alagie Saine 84e |       |         | Arbitrage : Mohamed Athoumani (Comores) | Arbitrage : Mohamed Athoumani (Comores) |

| 21 février 2023 | Bénin             | 1 - 1 | Zambie              | Stade d'Alexandrie                           |                                              |
| 18:00 (UTC+2)   | Rodolfo Aloko 57e |       | Rickson Ng’ambi 60e | Arbitrage : Mohamed Diraneh Guedi (Djibouti) | Arbitrage : Mohamed Diraneh Guedi (Djibouti) |

| 24 février 2023 | Tunisie | 0 - 0 | Bénin | Stade d'Alexandrie Stade Haras El-Hedood |                                         |
| 15:00 (UTC+2)   |         |       |       | Arbitrage : El Hadj Amadou Sy (Sénégal)  | Arbitrage : El Hadj Amadou Sy (Sénégal) |

| 24 février 2023 | Zambie | 0 - 2 | Gambie                                        | Stade d'Alexandrie Stade Haras El-Hedood |                                   |
| 18:00 (UTC+2)   |        |       | Kajally Drammeh 63e · Alagie Saine 82e (pen.) | Arbitrage : Mahmoud Nagy (Égypte)        | Arbitrage : Mahmoud Nagy (Égypte) |

| 27 février 2023 | Gambie                   | 1-0 | Bénin | Stade d'Alexandrie Stade Haras El-Hedood |                                       |
| 18:00 (UTC+2)   | Tamimou Ouorou 88e (csc) |     |       | Arbitrage : Sory Ibrahim Keita (Mali)    | Arbitrage : Sory Ibrahim Keita (Mali) |

| 27 février 2023 | Tunisie                                | 2-1 | Zambie                 | Stade international du Caire                       |                                                    |
| 18:00 (UTC+2)   | Jibril Othman 31e · Mohamed Dhaoui 59e |     | Kingstone Mutandwa 57e | Arbitrage : Omar Abdulkadir Artan Ismaïl (Somalie) | Arbitrage : Omar Abdulkadir Artan Ismaïl (Somalie) |

#### Meilleurs troisièmes

##### Classement
Deux équipes classées troisièmes de leur poule sont repêchées pour compléter le tableau quart de finale. Pour désigner les 2 meilleurs troisièmes, un classement est effectué en comparant les résultats dans leur groupe respectif de chacune des équipes :
Règles de départage :
1. Plus grand nombre de points obtenus ;
2. Meilleure différence de buts ;
3. Plus grand nombre de buts marqués ;
4. Classement du fair-play (deux cartons jaunes dans le même match ou un carton rouge direct équivalent à -3 points, et un carton jaune à -1 point)

| Rang | Équipe        | Pts | J | G | N | P | Bp | Bc | Diff |
| ---- | ------------- | --- | - | - | - | - | -- | -- | ---- |
| 1    | Soudan du Sud | 4   | 3 | 1 | 1 | 1 | 2  | 2  | 0    |
| 2    | Bénin         | 2   | 3 | 0 | 2 | 1 | 1  | 2  | -1   |
| 3    | Mozambique    | 1   | 3 | 0 | 1 | 2 | 0  | 5  | -5   |

     Équipe qualifiée en tant que meilleure 3e.

#### Équipe type pour la phase de groupes
Le Groupe d'étude technique de la CAF annonce l’équipe type de la phase de groupes de la CAN U20 TotalEnergies Égypte 2023.
| Entraîneur    | Abdoulie Bojang                                           |                                         |                                                |
| Gardien       | Défenseurs                                                | Milieux                                 | Attaquants                                     |
| Landing Badji | Solomon Agbalaka Alagie Saine Torach Ochaki Abdoul Rachid | Prince Soussou Mamadou Camara Pape Diop | Rogers Mugisha Déogracias Bassinga Pape Diallo |

| Meilleur entraîneur | Meilleur gardien | Meilleur buteur | Meilleur joueur |
| ------------------- | ---------------- | --------------- | --------------- |
| Abdoulie Bojang     | Landing Badji    | Pape Diop       | Pape Diop       |

### Tableau final
|  | Quarts de finale                          | Quarts de finale                          | Quarts de finale                           | Quarts de finale                          |         |         | Demi-finales                                 | Demi-finales                                 | Demi-finales                                 | Demi-finales                                 |                                            |                                            | Finale                                     | Finale                                     | Finale                                     | Finale                                     |
|  |                                           |                                           |                                            |                                           |         |         |                                              |                                              |                                              |                                              |                                            |                                            |                                            |                                            |                                            |                                            |
|  | 2 mars 2023, Stade international du Caire | 2 mars 2023, Stade international du Caire | 2 mars 2023, Stade international du Caire  | 2 mars 2023, Stade international du Caire |         |         | 6 mars 2023, Suez Canal Stadium (en), Égypte | 6 mars 2023, Suez Canal Stadium (en), Égypte | 6 mars 2023, Suez Canal Stadium (en), Égypte | 6 mars 2023, Suez Canal Stadium (en), Égypte |                                            |                                            | 11 mars 2023, Stade international du Caire | 11 mars 2023, Stade international du Caire | 11 mars 2023, Stade international du Caire | 11 mars 2023, Stade international du Caire |
|  | 2 mars 2023, Stade international du Caire | 2 mars 2023, Stade international du Caire | 2 mars 2023, Stade international du Caire  | 2 mars 2023, Stade international du Caire |         |         | 6 mars 2023, Suez Canal Stadium (en), Égypte | 6 mars 2023, Suez Canal Stadium (en), Égypte | 6 mars 2023, Suez Canal Stadium (en), Égypte | 6 mars 2023, Suez Canal Stadium (en), Égypte |                                            |                                            | 11 mars 2023, Stade international du Caire | 11 mars 2023, Stade international du Caire | 11 mars 2023, Stade international du Caire | 11 mars 2023, Stade international du Caire |
|  | Sénégal                                   | Sénégal                                   | 1                                          | 1                                         |         |         | 6 mars 2023, Suez Canal Stadium (en), Égypte | 6 mars 2023, Suez Canal Stadium (en), Égypte | 6 mars 2023, Suez Canal Stadium (en), Égypte | 6 mars 2023, Suez Canal Stadium (en), Égypte |                                            |                                            | 11 mars 2023, Stade international du Caire | 11 mars 2023, Stade international du Caire | 11 mars 2023, Stade international du Caire | 11 mars 2023, Stade international du Caire |
|  | Sénégal                                   | Sénégal                                   | 1                                          | 1                                         |         |         | 6 mars 2023, Suez Canal Stadium (en), Égypte | 6 mars 2023, Suez Canal Stadium (en), Égypte | 6 mars 2023, Suez Canal Stadium (en), Égypte | 6 mars 2023, Suez Canal Stadium (en), Égypte |                                            |                                            | 11 mars 2023, Stade international du Caire | 11 mars 2023, Stade international du Caire | 11 mars 2023, Stade international du Caire | 11 mars 2023, Stade international du Caire |
|  | Bénin                                     | Bénin                                     | 0                                          | 0                                         |         |         | 6 mars 2023, Suez Canal Stadium (en), Égypte | 6 mars 2023, Suez Canal Stadium (en), Égypte | 6 mars 2023, Suez Canal Stadium (en), Égypte | 6 mars 2023, Suez Canal Stadium (en), Égypte |                                            |                                            | 11 mars 2023, Stade international du Caire | 11 mars 2023, Stade international du Caire | 11 mars 2023, Stade international du Caire | 11 mars 2023, Stade international du Caire |
|  | Bénin                                     | Bénin                                     | 0                                          | 0                                         | Sénégal | Sénégal | 3                                            | 3                                            |                                              |                                              |                                            |                                            | 11 mars 2023, Stade international du Caire | 11 mars 2023, Stade international du Caire | 11 mars 2023, Stade international du Caire | 11 mars 2023, Stade international du Caire |
|  | 3 mars 2023, Stade international du Caire |                                           |                                            |                                           | Sénégal | Sénégal | 3                                            | 3                                            |                                              |                                              |                                            |                                            | 11 mars 2023, Stade international du Caire | 11 mars 2023, Stade international du Caire | 11 mars 2023, Stade international du Caire | 11 mars 2023, Stade international du Caire |
|  |                                           |                                           | Tunisie                                    | Tunisie                                   | 0       | 0       |                                              |                                              |                                              |                                              |                                            |                                            | 11 mars 2023, Stade international du Caire | 11 mars 2023, Stade international du Caire | 11 mars 2023, Stade international du Caire | 11 mars 2023, Stade international du Caire |
|  | Congo                                     | Congo                                     | Tunisie                                    | Tunisie                                   | 0       | 0       | 3 (4)                                        | 3 (4)                                        |                                              |                                              |                                            |                                            | 11 mars 2023, Stade international du Caire | 11 mars 2023, Stade international du Caire | 11 mars 2023, Stade international du Caire | 11 mars 2023, Stade international du Caire |
|  | Congo                                     | Congo                                     | 6 mars 2023, Stade international du Caire, |                                           |         |         | 3 (4)                                        | 3 (4)                                        |                                              |                                              |                                            |                                            | 11 mars 2023, Stade international du Caire | 11 mars 2023, Stade international du Caire | 11 mars 2023, Stade international du Caire | 11 mars 2023, Stade international du Caire |
|  | Tunisie                                   | Tunisie                                   | 3 (5)                                      | 3 (5)                                     |         |         |                                              |                                              |                                              |                                              |                                            |                                            | 11 mars 2023, Stade international du Caire | 11 mars 2023, Stade international du Caire | 11 mars 2023, Stade international du Caire | 11 mars 2023, Stade international du Caire |
|  | Tunisie                                   | Tunisie                                   | 3 (5)                                      | 3 (5)                                     | Sénégal | Sénégal | 2                                            | 2                                            |                                              |                                              |                                            |                                            |                                            |                                            |                                            |                                            |
|  | 3 mars 2023, Stade d'Alexandrie           |                                           |                                            |                                           | Sénégal | Sénégal | 2                                            | 2                                            |                                              |                                              |                                            |                                            |                                            |                                            |                                            |                                            |
|  |                                           |                                           | Gambie                                     | Gambie                                    | 0       | 0       |                                              |                                              |                                              |                                              |                                            |                                            |                                            |                                            |                                            |                                            |
|  | Gambie                                    | Gambie                                    | Gambie                                     | Gambie                                    | 0       | 0       | 5                                            | 5                                            |                                              |                                              |                                            |                                            |                                            |                                            |                                            |                                            |
|  | Gambie                                    | Gambie                                    |                                            |                                           |         |         |                                              |                                              |                                              |                                              |                                            |                                            |                                            |                                            |                                            |                                            |
|  | Soudan du Sud                             | Soudan du Sud                             | 0                                          | 0                                         |         |         |                                              |                                              |                                              |                                              |                                            |                                            |                                            |                                            |                                            |                                            |
|  | Soudan du Sud                             | Soudan du Sud                             | 0                                          | 0                                         | Gambie  | Gambie  | 1                                            | 1                                            | Match pour la troisième place                | Match pour la troisième place                | Match pour la troisième place              | Match pour la troisième place              |                                            |                                            |                                            |                                            |
|  | 2 mars 2023, Suez Canal Stadium (en)      |                                           |                                            |                                           | Gambie  | Gambie  | 1                                            | 1                                            | Match pour la troisième place                | Match pour la troisième place                | Match pour la troisième place              | Match pour la troisième place              |                                            |                                            |                                            |                                            |
|  |                                           |                                           | Nigeria                                    | Nigeria                                   | 0       | 0       |                                              |                                              | 10 mars 2023, Stade international du Caire   | 10 mars 2023, Stade international du Caire   | 10 mars 2023, Stade international du Caire | 10 mars 2023, Stade international du Caire |                                            |                                            |                                            |                                            |
|  | Ouganda                                   | Ouganda                                   | Nigeria                                    | Nigeria                                   | 0       | 0       | 0                                            | 0                                            | 10 mars 2023, Stade international du Caire   | 10 mars 2023, Stade international du Caire   | 10 mars 2023, Stade international du Caire | 10 mars 2023, Stade international du Caire |                                            |                                            |                                            |                                            |
|  | Ouganda                                   | Ouganda                                   |                                            |                                           |         |         |                                              | 0                                            |                                              |                                              | Tunisie                                    | Tunisie                                    | 0                                          | 0                                          |                                            |                                            |
|  | Nigeria                                   | Nigeria                                   | 1                                          | 1                                         |         |         |                                              |                                              |                                              |                                              | Tunisie                                    | Tunisie                                    | 0                                          | 0                                          |                                            |                                            |
|  | Nigeria                                   | Nigeria                                   | 1                                          | 1                                         | Nigeria | Nigeria | 4                                            | 4                                            |                                              |                                              |                                            |                                            |                                            |                                            |                                            |                                            |
|  |                                           |                                           |                                            |                                           |         |         |                                              |                                              |                                              |                                              |                                            |                                            |                                            |                                            |                                            |                                            |

#### Quarts de finale
| 2 mars 2023   | Sénégal          | 1-0 | Bénin | Stade international du Caire             |                                          |
| 15:00 (UTC+2) | Samba Diallo 51e |     |       | Arbitrage : Jean Claude Ishimwe (Rwanda) | Arbitrage : Jean Claude Ishimwe (Rwanda) |

| 2 mars 2023   | Ouganda | 0-1 | Nigeria                | Suez Canal Stadium (en)           |                                   |
| 18:00 (UTC+2) |         |     | Ibrahim Juma 30e (csc) | Arbitrage : Mahmoud Nagy (Égypte) | Arbitrage : Mahmoud Nagy (Égypte) |

| 3 mars 2023   | Gambie                                                   | 5-0 | Soudan du Sud | Stade d'Alexandrie              |                                 |
| 15:00 (UTC+2) | Adama Bojang 7e 33e 47e Moses Jarju 28e Mahmudu Bajo 70e |     |               | Arbitrage : Jalal Jayed (Maroc) | Arbitrage : Jalal Jayed (Maroc) |

| 3 mars 2023   | Congo                                                                                  | 3-3             | Tunisie | Stade international du Caire                      |                                                   |
| 18:00 (UTC+2) | D.Bassinga 24e 80e 102e (Pen.)                                                         |                 | Jibril Othman 37e Samy Chouchane 76e · Ali Saoudi 119e                                                               | Arbitrage : Kpan Clément Franklin (Côte D’ivoire) | Arbitrage : Kpan Clément Franklin (Côte D’ivoire) |
| 18:00 (UTC+2) | Eddy Moutou · G.Ndecket · B.Mindou · J.Bandessi · D.Nkouanga · J.Loulendo · D.Mouandza | Tirs au but 4-5 | Mahmoud Ghorbel Mohamed Dhaoui · Baraket El Hmidi · Samy Chouchane · Adam Garreb · Youssef Snana · Mohamed Aziz Abid | Arbitrage : Kpan Clément Franklin (Côte D’ivoire) | Arbitrage : Kpan Clément Franklin (Côte D’ivoire) |

#### Demi-finales
| 6 mars 2023   | Sénégal                              | 3-0 | Tunisie | Suez Canal Stadium (en)                            |                                                    |
| 15:00 (UTC+2) | Pape Diop 7e · Lamine Camara 17e 52e |     |         | Arbitrage : Omar Abdulkadir Artan Ismaïl (Somalie) | Arbitrage : Omar Abdulkadir Artan Ismaïl (Somalie) |

| 6 mars 2023   | Gambie          | 1-0 | Nigeria | Stade international du Caire                 |                                              |
| 18:00 (UTC+2) | Adama Bojang 8e |     |         | Arbitrage : abdulrazak ahmed (Soudan du Sud) | Arbitrage : abdulrazak ahmed (Soudan du Sud) |

#### Match pour la troisième place
| 10 mars 2023  | Tunisie | 0 - 4 | Nigeria                                                              | Stade international du Caire            |                                         |
| 15:00 (UTC+2) |         |       | 9e Ibrahim Beji Muhammad · 46e Ahmed Abdullahi · 48e 90e Jude Sunday | Arbitrage : Mohamed Athoumani (Comores) | Arbitrage : Mohamed Athoumani (Comores) |

#### Finale
| 11 mars 2023  | Sénégal                                      | 2 - 0 | Gambie | Stade international du Caire                      |                                                   |
| 18:00 (UTC+2) | Mame Mor Faye 6e · Mamadou Lamine Camara 56e |       |        | Arbitrage : Mahmoud Nagy Ahmed Nagy Mosa (Égypte) | Arbitrage : Mahmoud Nagy Ahmed Nagy Mosa (Égypte) |
| 18:00 (UTC+2) | rapport                                      |       |        | Arbitrage : Mahmoud Nagy Ahmed Nagy Mosa (Égypte) | Arbitrage : Mahmoud Nagy Ahmed Nagy Mosa (Égypte) |

## Récompenses
| Prix                        | Lauréat                  |
| --------------------------- | ------------------------ |
| Meilleur joueur             | Lamine Camara            |
| Meilleur buteur             | Pape Demba Diop (5 buts) |
| Prix du meilleur entraîneur | Malick Daf               |
| Meilleur gardien            | Landing Badji            |
| Prix du fair-play           | Nigeria                  |

## Résultats

### Récompenses
| Entraîneur       | Malick Daf                                                            |                                                 |                                                           |
| Gardien          | Défenseurs                                                            | Milieux                                         | Attaquants                                                |
| 🇸🇳 Landing Badji | 🇳🇬 Salomon Agbalaka 🇬🇲 Alagie Saine 🇸🇳 Seydou Sano 🇳🇬 Augustine Njoku | 🇨🇬 Prince Soussou 🇸🇳 Lamine Camara 🇸🇳 Pape Diop | 🇺🇬 Rogers Mugusha 🇨🇬 Déo gracias Bassinga 🇬🇲 Adama Bojang |

### Joueurs médaillés
| Compétition  | Or | Argent | Bronze |
| ------------ | --- | --- | --- |
| CAN U20 2023 | Sénégal Landing Badji Seydou Sano Souleyman Basse Amidou Diop Babacar Ndiaye Mamadou Camara Lamine Camara Pape Diop Samba Diallo Amadou Diallo Mame Mor Faye Mamour Ndiaye Mouhamed Guèye 2 Djibril Diarra Ibrahima Cissoko Ibou Sané Mamadou Gning L.Ngom Mapenda Mbow Souleymane Faye Mouhamed Guèye (de) Mbaye Ndiaye Sélectionneur : Malick Daf | Gambie Pa Ebou Dampha Bakary Jawara Moses Jarju Alagie Saine Saisey Sanyang Bailo Bah Mahmudu Bajo Kajally Drammeh M.Marong Alieu Gibba Adama Bojang Ba Lamin Sowe Dembo Saidykhan Salifu Colley Mansour Mbye Ismaila Manneh Momodou Salieu Jallow Muhamed Sawaneh Ebrima Singhateh Mamin Sanyang Youkasseh Sanyang Sélectionneur : Abdoulie Bojang | Nigeria C.Aniagbosi B.Fredrick Abel Ogwuche D.Baleyi S.Agbalaka Onuche Ogbelu S.Lawal Muhammad Aminu I.Muhammad A.Abubakar Rilwanu Haliru Sarki N.Nwosu A.Jimoh A.Njoku Nicholas Jonathan Ahmed Abdullahi E.Uchegbu Jude Sunday A.Alade C.Ochedikwu Sélectionneur : Ladan Isah Bosso |

| CAN 2023 Junior Vainqueur |
| ------------------------- |
| Sénégal 1re titre         |

### Classement des buteurs
5 buts
- Pape Diop

4 buts
- Déogracias Bassinga
- Adama Bojang

2 buts
- Lamine Camara
- Alagie Saine

### Qualifications pour le championnat du monde des moins de 20 ans
Les quatre équipes ayant atteint les demi-finales sont qualifiées pour la Coupe du monde de football des moins de 20 ans 2023 organisée en Argentine.